# François Gibens
François Gibens (1896 – febbraio 1961) è stato un ginnasta belga.

## Palmarès

### Olimpiadi
- 1 medaglia:
  - 1 argento (Anversa 1920 nel concorso europeo a squadre)